# مشعل هريس
مشعل هريس الشمري (22 نوفمبر 1996) لاعب كرة قدم سعودي ، يلعب كحارس مرمى في نادي الباطن.

## روابط خارجية
- مشعل هريس على موقع Soccerway.com (الإنجليزية)